# Kałusów
Kałusów (ukr. Гряди) – wieś na Ukrainie w rejonie włodzimierskim obwodu wołyńskiego.

## Historia
Pod koniec XIX w. wieś w gminie Grzybowica (Hrybowica), w powiecie włodzimierskim.
Do 2020 w rejonie iwanickim.

### Zbrodnia w Stasinie
11 lipca 1943 roku przez partyzantów Ukraińskiej Powstańczej Armii na polskich mieszkańcach kolonii Stasin (Kałusów) podczas rzezi wołyńskiej. 14 lipca na rozkaz upowców ciała ofiar zostały pochowane przez Ukraińców – Świadków Jehowy, którzy odmawiali udziału w zbrodniach.